# Michalis Pantelouris
Michalis Pantelouris (* 13. September 1974 in Berlin) ist ein deutsch-griechischer Autor, Journalist und Kolumnist. 

## Leben
Michalis (eigentlich Michael Maximilian) Pantelouris wurde als Sohn eines griechischen Diplomaten, der als Pressesprecher an der Botschaft in Berlin arbeitete, geboren. Er ist Absolvent der Deutschen Journalistenschule und arbeitete als Redakteur und freier Journalist unter anderem für das SZ-Magazin, Blonde und GEO, bevor er 2013 aus dem Journalismus ausstieg, um Olivenöl zu vertreiben. Er blieb allerdings als Kolumnist unter anderem für Emotion und GQ tätig. Größere Bekanntheit erlangte er durch seine wöchentliche Kolumne „Liebe zukünftige Lieblingsfrau“ im SZ-Magazin, in der er die Erlebnisse nach der Trennung von seiner Ehefrau und sein Leben als teilweise alleinerziehender Vater beschrieb und 2017 zu einem Buch verarbeitete. Anfang 2018 war er als Redaktionsleiter an dem Zeitschriftenprojekt Joko Winterscheidts Druckerzeugnis, kurz JWD, des Verlags Gruner + Jahr beteiligt, dessen erste Ausgabe Ende März 2018 ausgeliefert wurde. Im August 2021 wurde bekannt, dass Pantelouris' auslaufender Vertrag bei GQ nicht verlängert wird.
Er lebt mit seinen Töchtern in Hamburg.

## Werke
- Werde, was zu Dir passt! Vom Traum zum Beruf. Thienemann-Esslinger Verlag, Stuttgart 2010, ISBN 978-3-5223-0214-2.
- Alles was Recht ist – Rahmenbedingungen der Buchbranche. Friedrich-Alexander-Universität Erlangen-Nürnberg, Erlangen 2011 (online).
- Hände weg von Griechenland. Campus-Verlag, Frankfurt am Main 2012, ISBN 978-3-593-41742-4.
- Gastfreundschaft. Miteinander kochen, genießen und leben – Rezepte von Menschen aus aller Welt. Hölker Verlag, Münster 2017, ISBN 978-3-88117-157-1.
- Liebe zukünftige Lieblingsfrau. Kein & Aber, Zürich 2017, ISBN 978-3-0369-5772-2.